# Zwartkeelhoningeter
De zwartkeelhoningeter (Caligavis subfrenata; synoniem: Lichenostomus subfrenatus) is een zangvogel uit de familie Meliphagidae (honingeters).

## Verspreiding en leefgebied
Deze soort is endemisch in de bergen van Nieuw-Guinea. 

## Status
De grootte van de populatie is niet gekwantificeerd maar de soort wordt omschreven als algemeen boven hoogtes van 2000 meter. Op de Rode lijst van de IUCN heeft deze soort de status niet bedreigd.